# Lübow
Lübow település Németországban, Mecklenburg-Elő-Pomeránia tartományban. Lakosainak száma 1583 fő (2023. december 31.).

## Népesség
A település népességének változása:
| Lakosok száma | 1592 | 1564 | 1575 | 1584 | 1587 | 1583 |
|               | 2010 | 2017 | 2019 | 2021 | 2022 | 2023 |